# ガッリエーラ
ガッリエーラ（伊: Galliera）は、イタリア共和国エミリア＝ロマーニャ州ボローニャ県にある、人口約5,600人の基礎自治体（コムーネ）。

## 地理

### 位置・広がり

#### 隣接コムーネ
隣接するコムーネは以下の通り。括弧内のFEはフェラーラ県所属を示す。
- マラルベルゴ
- ピエーヴェ・ディ・チェント
- ポッジョ・レナーティコ (FE)
- サン・ピエトロ・イン・カザーレ
- テッレ・デル・レーノ (FE)

### 気候分類・地震分類
ガッリエーラにおけるイタリアの気候分類 (it) および度日は、zona E, 2332 GGである。
また、イタリアの地震リスク階級 (it) では、zona 3 (sismicità bassa) に分類される。

## 行政

### 分離集落
ガッリエーラには、以下の分離集落（フラツィオーネ）がある。
- Bosco, Galliera, San Venanzio (sede comunale), San Vincenzo